# Endre Czeizel
Endre Czeizel (Budapest, 3 aprile 1935 – Budapest, 10 agosto 2015) è stato un genetista e medico ungherese.

## Biografia
Si è laureato presso l'Università Semmelweis di Budapest. Era noto per aver scoperto che la vitamina B9 o acido folico, previene o riduce la formazione dei disturbi relativi allo sviluppo embrionale umano, come ad esempio difetti del tubo neurale come la spina bifida. Pubblicò alcune sue pubblicazioni in lingua inglese con il nome di Andrew E. Czeizel. È stato il regista ungherese della Organizzazione delle Nazioni Unite e della Organizzazione mondiale della sanità (1984-?). Dal 1996-1998 è stato direttore generale dell'Istituto nazionale ungherese di sanità. È morto di leucemia a seguito di un trapianto di midollo osseo.

## Premi
- Premio SZOT (1977)
- La Repubblica ungherese, Croce di Ufficiale dell'Ordine al Merito (1995)
- Premio Kennedy (2000)
- La Croce ungherese dell'Ordine al Merito (2005)